# Хуанши
Хуанши́ (кит. упр. 黄石, пиньинь Huángshí) — городской округ в провинции Хубэй КНР.

## История
Исторически эти места входили в состав уездов Дае и Янсинь. После образования КНР в 1949 году был создан Специальный район Дае (大冶专区), в состав которого вошли эти уезды, и при этом на базе посёлка Хуанши и волости Телу был создан Индустриально-горнодобывающий особый район Дае (大冶工矿特区). В августе 1950 года Индустриально-горнодобывающий особый район Дае был преобразован в город Хуанши (黄石市), напрямую подчинённый властям провинции Хубэй.
В 1952 году Специальный район Дае был расформирован, и уезды Дае и Янсинь перешли в состав Специального района Хуанган (黄冈专区). В январе 1959 года уезд Дае был передан в подчинение властей города Хуанши; в декабре того же года уезд был расформирован, а его территория была включена в состав города. В 1962 году уезд Дае в составе города Хуанши был воссоздан.
В 1965 году уезд Янсинь был передан из Специального района Хуанган в Специальный район Сяньнин (咸宁专区). В 1968 году Специальный район Сяньнин был переименован в Округ Сяньнин (咸宁地区).
В 1994 году уезд Дае был преобразован в городской уезд. В 1997 году уезд Янсинь был передан из округа Сяньнин под управление властей Хуанши.

## Административно-территориальное деление
Городской округ Хуанши делится на 4 района, 1 городской уезд, 1 уезд:
| Карта                                                      | Карта     | Карта     | Карта           | Карта            | Карта         |
| ---------------------------------------------------------- | --------- | --------- | --------------- | ---------------- | ------------- |
| ① ② ③ ④ Янсинь Дае ① Хуаншиган ② Сисайшань ③ Сялу ④ Тешань |           |           |                 |                  |               |
| Статус                                                     | Название  | Иероглифы | Пиньинь         | Население (2010) | Площадь (км²) |
| Район                                                      | Хуаншиган | 黄石港区  | Huángshígǎng qū |                  |               |
| Район                                                      | Сисайшань | 西塞山区  | Xīsàishān qū    |                  |               |
| Район                                                      | Сялу      | 下陆区    | Xiàlù qū        |                  |               |
| Район                                                      | Тешань    | 铁山区    | Tiěshān qū      |                  |               |
| Городской уезд                                             | Дае       | 大冶市    | Dàyě shì        |                  |               |
| Уезд                                                       | Янсинь    | 阳新县    | Yángxīn xiàn    |                  |               |

## Экономика
Северная часть округа — один из центров горнодобывающей промышленности и чёрной металлургии Китая. Южный уезд Янсинь — более сельский.

## Галерея
- Сельский храм в уезде Янсинь
- Новая пагода в Дае
- На реке Фушуй, уезд Янсинь
- Специализированная мясная лавка, район Сялу
- Новый микрорайон в Тешане, оснащённый солнечными водонагревателями
- Церковь на окраине Дае
- Предприятия сервиса и торговли в центре Дае
- Хлопковое поле, уезд Янсинь